# Acalypha chocoana
Acalypha chocoana là một loài thực vật có hoa trong họ Đại kích. Loài này được Cardiel mô tả khoa học đầu tiên năm 1994.